# Famille de Bellême
Pour les articles homonymes, voir Bellême (homonymie).
La famille de Bellême est une famille seigneuriale de Normandie et du Maine qui vécut du Xe au XIIe siècle.

## Une ascension fulgurante
L'origine de cette dynastie est incertaine, et fort discutée. Comme au lignage des Tosny, l'historien Lucien Musset lui supposa une origine franque. L'ancêtre des Bellême, Yves Ier, a été assimilé par l'historien normand Orderic Vital (1075-1141/1143) à un certain Yves de Creil, seigneur établi sur les rives de l'Oise dans la première moitié du Xe siècle : mais il semble qu'il y ait une incompatibilité chronologique, car Yves de Bellême a vécu dans la deuxième moitié du Xe siècle et jusqu'au tout début du XIe siècle : encore pourrait-il être un parent, voire un fils ou un petit-fils, d'Yves de Creil. À la suite d'une suggestion de l'historien Jacques Boussard, Gérard Louise a montré que le Maine, plus précisément le Saosnois, serait en vérité le berceau familial.
Dès avant l'an mil, la famille installe quelques-uns de ses membres sur la chaire épiscopale du Mans (Sigefroi et Avesgaud) et sur celle de Sées (Sigefroi II de Bellême et Yves de Sées). Certains évêques dépouillent leur évêché de quelques biens pour les donner à leur parentèle saosnoise. Au XIe siècle, les seigneurs de Bellême disposent ainsi d'un patrimoine important aux confins du duché de Normandie et du comté du Maine. Ils parviennent à constituer une principauté indépendante en menant une politique de bascule entre leurs puissants voisins (duc de Normandie, comte du Maine, comte de Blois, comte d'Anjou). Au début du XIe siècle, Guillaume Ier de Bellême combat Herbert Éveille-Chien, comte du Maine puis vers 1027-1028 se révolte contre le duc de Normandie, Robert le Magnifique.
Vers 1050, le mariage entre l'héritière de la seigneurie, Mabile et un proche fidèle de Guillaume de Normandie, Roger II de Montgommery, assure une période de paix avec la Normandie. Mais cette situation n'exclut pas de nombreux accrochages avec les seigneurs voisins, en particulier les Giroie ou les comtes de Mortagne.

## L'apogée de la famille sous Robert II de Bellême
Le successeur de Mabile, son fils Robert II de Bellême, poursuit la politique agressive de sa mère. Il construit plusieurs mottes pour s'assurer la maîtrise de la vaste seigneurie de Bellême. Au total, une quarantaine de châteaux, dont ceux d'Alençon et de Bellême, défend le territoire et forme un obstacle à toute tentative de soumission.
En 1099, après la mort de son frère, Robert hérite du comté de Shrewsbury. Le voilà possessionné en Angleterre sur les marches galloises. Quelques années plus tard, le père de sa femme, Guy, comte de Ponthieu meurt. Robert lui succède à la tête du comté. Fort de sa puissance, Robert se révolte à plusieurs reprises contre le roi d'Angleterre et le duc de Normandie. Il y perd finalement beaucoup. Henri Ier Beauclerc lui reprend le comté de Shrewsbury en 1102, puis devenu duc de Normandie, il arrête et emprisonne le turbulent vassal en 1112. La seigneurie de Bellême est confisquée.
La maison de Bellême n'est pas morte pour autant mais les descendants de Robert II, les comtes de Ponthieu et d'Alençon, ne récupéreront jamais leur « capitale ». Tout au plus, le roi d'Angleterre leur concédera Alençon en 1119.

## Une sinistre réputation
Les chroniqueurs de la Normandie ducale, Guillaume de Jumièges et Orderic Vital dépeignent plusieurs membres de la famille comme cruels et perfides. L'un des épisodes souvent rappelé pour justifier cette réputation est le sort réservé à Guillaume Giroie par Guillaume II Talvas, seigneur de Bellême : Guillaume Giroie, vassal de Guillaume II, est invité par ce dernier à son mariage. Il arrive à Alençon sans crainte mais les fidèles de Bellême l'emprisonnent et le mutilent. On lui crève les yeux, lui coupe les pans du nez et les oreilles. Même si Guillaume II était absent lors de ce drame (il chassait), il en était le commanditaire.
Orderic Vital rappelle à l'envi les morts douloureuses de plusieurs Bellême comme pour prouver que les mauvais chrétiens sont toujours sanctionnés : Robert Ier de Bellême est frappé à mort ; son frère Arnoul est étranglé dans son lit après avoir volé un porc ; Mabile de Bellême est décapitée ; Robert II de Bellême trépasse au terme d'une quinzaine d'années passées en prison.
Plus récemment, des historiens renchériront sur cette image noire en affublant d'épithètes évocatrices quelques membres : Guillaume II Talvas est surnommé le Cruel, Mabile de Bellême l'Empoisonneuse, Robert II de Bellême le Diable. Le surnom de Talvas provient selon Gérard Louise de talevassier qui signifie un guerrier pillard, dévastateur, vivant de rapines. La figure d'Yves de Bellême, évêque de Sées, est l'une des rares à bénéficier d'une bonne réputation.
Cependant, l'historien Lucien Musset prévient : « il serait injuste de ne juger cette famille qu'en s'appuyant sur les propos très partiaux d'Orderic Vital et de ne voir en ses représentants que des chefs de guerre, des constructeurs de châteaux-forts et des hommes cruels ». Dans un article, Musset souligne par exemple le rôle des Bellême dans la mise au « point de modalités administratives et judiciaires d'une réelle efficacité ». Il peut être intéressant de consulter l'analyse, aussi dithyrambique et diamétralement opposée qu'en fait le vicomte du Motey.

## Généalogie
- Yves l'Ancien († v. 1005)
  × Godehilde
  - Yves II de Bellême
  - Avesgaud de Bellême, évêque du Mans
  - Hildeburge
  × Hémon de Château-du-Loir
  - Godehilde
  × Albert Ier le Riche (de Gallardon) puis/ou Raoul III de Beaumont-au-Maine
  - Guillaume Ier de Bellême († v. 1031-1035)
  × Mathilde
    - 
      - Benoît
      - Foulques
      - Guérin de Domfront
        - Adeliz (Aveline?)─> Josselin de Lucé ─> Richard de Luci
        - Raoul

      - Robert Ier de Bellême († v. 1035)
        - Guérin
        - Guillaume

      - Guillaume II Talvas († v. 1053)
  × Hildeburge
        - Mabile de Bellême († v. 1077)
  × Roger II de Montgommery († 1094), seigneur d'Alençon
          - Robert II de Bellême († v. 1130), comte de Ponthieu emprisonné dès 1112.
  x Agnès de Pontieu
            - Guillaume III († 1170), comte de Ponthieu

          - Hugues de Montgommery († 1099), comte de Shrewsbury
          - Arnoul de Montgommery
          - Roger le Poitevin († entre 1122 et 1140)
          - Philippe Le clerc
          - Arnoul († v. 1123)
          - Emma, abbesse d'Almenêches († 1113)
          - Mathilde
  × Robert de Conteville
          - Mabille
  × Hugues Ier de Châteauneuf-en-Thymerais
          - Sybille
  × Robert FitzHamon († 1107), comte de Gloucester

        - Arnoul († v. 1050)
  × fille du vicomte du Maine
        - Olivier

      - Yves III de Bellême (v. 1035-1070), évêque de Sées
      - Sifroi, bâtard de Guillaume Ier

## Armoiries
Les comtes de Ponthieu de la maison de Bellême adoptèrent des armoiries ressemblant à celles des ducs capétiens de Bourgogne mais blasonnée différemment d'or aux trois bandes d'azur, à la bordure de gueules. Il est possible que ce soit en raison du mariage de Guillaume III Talvas avec Hélène de Bourgogne. Les comtes d'Alençon brisèrent ces armes en remplaçant la bordure de gueules par un franc-quartier : d'or aux trois bandes d'azur, au franc quartier de gueules.

Comte de Ponthieu.
Comte d'Alençon.